# 阿米爾歐白魚
阿米爾歐白魚（学名：Alburnus amirkabiri）為輻鰭魚綱鯉形目雅羅魚科歐白魚屬的其中一種，分布於亞洲伊朗納馬克湖盆地的Ghareh-Chay河流域，體長可達11.3公分，棲息在溪流表層水域，生活習性不明。最近的研究指出該物種可能是多氏歐白魚(Alburnus doriae)的異名。

## 扩展阅读
維基物種上的相關：阿米爾歐白魚